# Lise Lasalle
Pour les articles homonymes, voir La Salle.
Lise Lasalle (ou Lise LaSalle), née le 16 septembre 1934 à Montréal (Canada), et morte dans la même ville le 1er octobre 1979 (à l'âge de 45 ans), est une actrice canadienne reconnue pour avoir interprété le rôle de Grujot durant plusieurs années dans les séries télévisées pour enfants La Boîte à Surprise et Grujot et Délicat, ainsi que pour avoir animé l'émission Tour de Terre avec Jean Besré. On la retrouve aussi dans plusieurs téléromans québécois des années 1950 et 1960, notamment Au chenal du moine. 

## Biographie
« Lise LaSalle est originaire de Montréal, bachelière ès Arts du collège Basile-Moreau à Saint-Laurent.  Elle étudie la littérature pendant un an et fait trois ans de médecine à l'Université de Montréal, abandonnant le tout pour se consacrer à la carrière artistique qu'elle embrasse à l'échelon professionnel durant ses études.  Elle joue "Bobosse", Le Jeu de l'amour et du hasard et La Double Inconstance de Marivaux, "Les Jours Heureux de Pujet, et autres téléthéâtres.  Dans les téléromans, il faut mentionner Lise LaSalle jouant "Cigale" dans Le Survenant, "Colombe" dans Je vous ai tant aimé l'ourson "Théodule" dans La Boîte à surprises, la journaliste "Annie" des Filles d'Ève et "Marie-Anne Lacheneur" de Monsieur Lecoq. Comme animatrice, elle obtient beaucoup de succès dans AmsTramGram puis à Tour de Terre qu'elle anime jusqu'en 1973.  Au théâtre, elle est de la distribution de plusieurs pièces du Rideau Vert dont Lorsque l'enfant paraît, Les Chutes, La Brune que voilà, Debureau, Pas d'âge pour l'Amour. ».
Lise Lasalle anime également de 1972 à 1974, l'émission Téléchrome, une émission diffusée le samedi de 11h à 12h et appelant les concurrents à créer une bande dessinée,.  
Elle était l'épouse du comédien Jean Besré. Elle meurt à l'hôpital, le 1er octobre 1979, des suites d'une seconde crise cardiaque subie à 15 jours d'intervalle de la première, moins d'un mois après son 45e anniversaire de naissance.